# Галлуччо
Галлуччо, Ґаллуччо (італ. Galluccio) — муніципалітет в Італії, у регіоні Кампанія, провінція Казерта.
Галлуччо розташоване на відстані близько 140 км на південний схід від Рима, 65 км на північний захід від Неаполя, 45 км на північний захід від Казерти.
Населення — 2172 особи (2014).
Щорічний фестиваль відбувається 17 січня. Покровителі — святий Антоній Великий.

## Демографія
Населення за роками:

Станом на 1 січня 2023 року в муніципалітеті офіційно проживали 74 іноземці з 13 країн, серед них 35 громадян країн Євросоюзу та 8 громадян України.

## Сусідні муніципалітети
- Конка-делла-Кампанія
- Міньяно-Монте-Лунго
- Рокка-д'Евандро
- Роккамонфіна
- Сесса-Аурунка